# Saint-Civran
Saint-Civran is een gemeente in het Franse departement Indre (regio Centre-Val de Loire) en telt 154 inwoners (1999). De plaats maakt deel uit van het arrondissement Le Blanc.

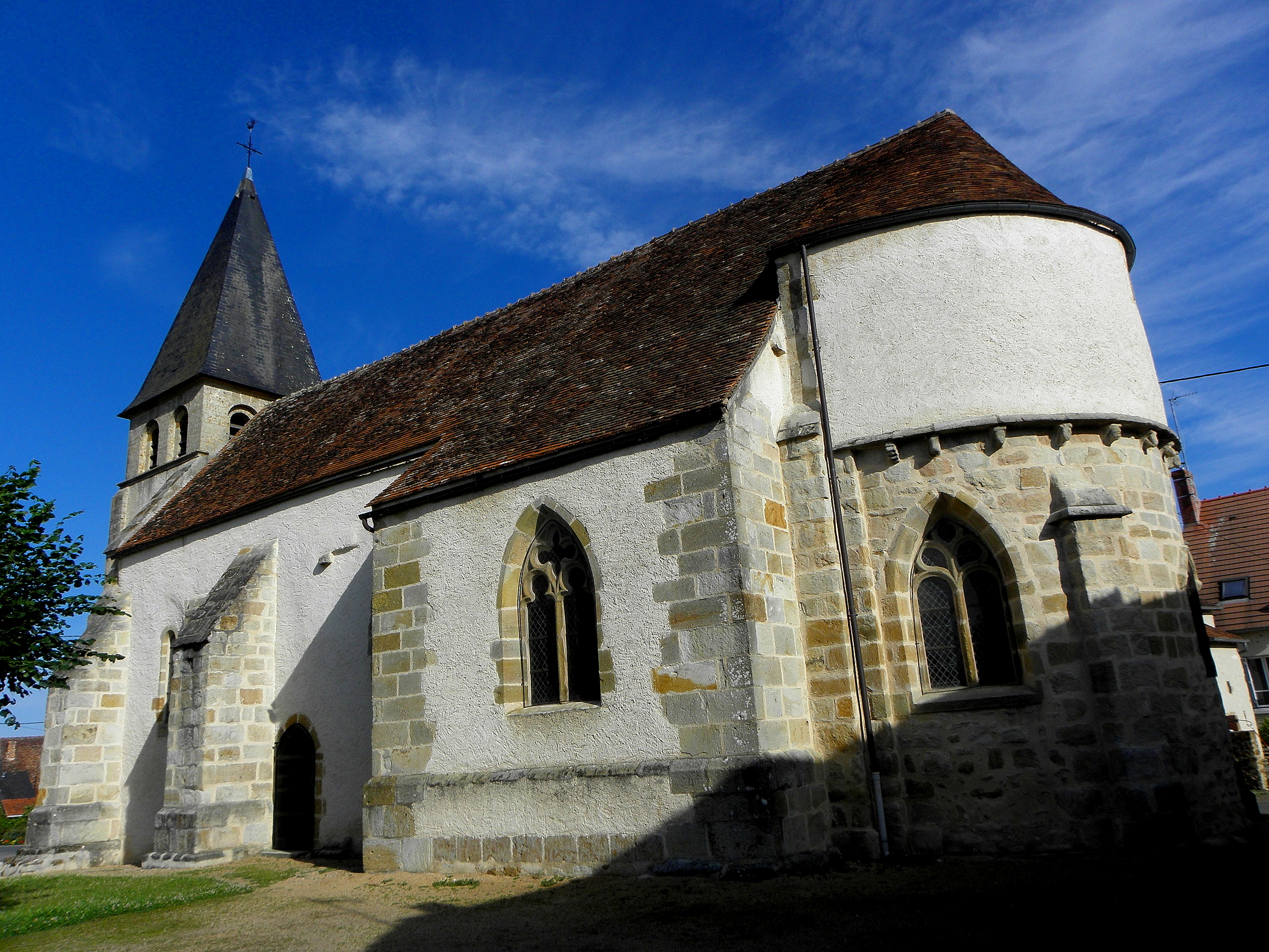
Kerk van St. Cyprianus, Saint-Civran

## Geografie
De oppervlakte van Saint-Civran bedraagt 11,3 km², de bevolkingsdichtheid is 13,6 inwoners per km².
De onderstaande kaart toont de ligging van Saint-Civran met de belangrijkste infrastructuur en aangrenzende gemeenten.

## Demografie
Onderstaande figuur toont het verloop van het inwonertal (bron: INSEE-tellingen).